# Team CBA
Team CBA is een voormalige schaatsploeg van Peter Mueller. Manager was de oud-schaatser Eskil Ervik.
De ploeg begon nadat Mueller trainer werd van Shani Davis in een nieuw te vormen Noorse ploeg. Op 27 september 2010 maakte Mueller via een persconferentie bekend dat de Zweedse schaatsers Joel Eriksson en Daniel Friberg zich bij het team gaan voegen. Na afloop van het seizoen 2010/2011 voegde Alexis Contin, broer en zus Bøkko, Johan Röjler en Nicole Garrido zich bij het team. Begin mei 2011 voegt Ook Lars Elgersma zich bij het team. Sinds de zomer van 2011 maken onder andere Håvard Bøkko en Hege Bøkko ook officieel deel uit van Team CBA. Shani Davis verliet het team na één seizoen. Friberg liet in oktober 2011 weten per direct te stoppen met de schaatssport. Daarentegen werd op 31 december bekend dat de Noor Fredrik van der Horst zich heeft aangesloten bij het team.
Op 29 mei 2013 werd oud-pupil Lars Elgersma assistent-coach van Mueller.

## Schaatsploeg

### 2013-2014
Anno 2013-2014 bestond de ploeg uit deze rijders:
| Mannen            | Mannen                     |  | Vrouwen           | Vrouwen                  |
| Naam              | Specialisatie              |  | Naam              | Specialisatie            |
| ----------------- | -------------------------- |  | ----------------- | ------------------------ |
| Dmitri Babenko    | 1500, 5000 en 10.000 meter |  | Hanne Haugland    | 500 en 1000 meter        |
| Tyler Derraugh    | 500, 1000 en 1500 meter    |  | Jilleanne Rookard | 1500, 3000 en 5000 meter |
| William Dutton    | 500 en 1000 meter          |  |                   |                          |
| Frank Hermans     | 1500 en 5000 meter         |  |                   |                          |
| Trevor Marsicano  | 1000, 1500 en 5000 meter   |  |                   |                          |
| Bram Smallenbroek | 1000 en 1500 meter         |  |                   |                          |
| Kjetil Stiansen   | 500, 1000 en 1500 meter    |  |                   |                          |

### Voormalige rijders
- Håvard Bøkko (t/m 2011-2012)
- Hege Bøkko (t/m 2011-2012)
- Alexis Contin (t/m 2012-2013)
- Shani Davis (t/m 2010-2011)
- Lars Elgersma (t/m 2012-2013) (gestopt)
- Joel Eriksson (t/m eind 2011) (gestopt)
- Daniel Friberg (t/m eind 2011) (gestopt)
- Nicole Garrido (t/m 2013)
- Shiho Ishizawa (t/m 2013)
- Shota Nakamura (t/m 2013)